# Dichaea obovatipetala
Dichaea obovatipetala är en orkidéart som beskrevs av James P. Folsom. Dichaea obovatipetala ingår i släktet Dichaea och familjen orkidéer.
Artens utbredningsområde är Panamá. Inga underarter finns listade i Catalogue of Life.